# Институт аграрного развития в Центральной и Восточной Европе имени Лейбница
Институт Аграрного Развития в Странах с Переходной Экономикой им. Лейбница (нем. Leibniz-Institut für Agrarentwicklung in Transformationsökonomien) — научно-исследовательский институт в городе Галле. Институт занимается прикладными исследованиями в следующих областях: агрономия, экономика и социология.

## Задачи
Институт выделяет три основные задачи:
- Меры политики и институты;
- Использование природных ресурсов;
- Уровень жизни в сельской местности;
- Организация сельскохозяйственного производства;
- Координация производственно-сбытовых цепочек.

## Структура
Органами управления ИАМО являются совет фонда, дирекция и ученый совет. В Институте созданы три научных отдела:
- Отдел общих условий аграрного сектора и политического анализа;
- Отдел аграрных рынков, сбыта сельскохозяйственной продукции и мировой торговли сельскохозяйственной продукцией;
- Отдел развития предприятий и структур в сельской местности.